# Laker Airways

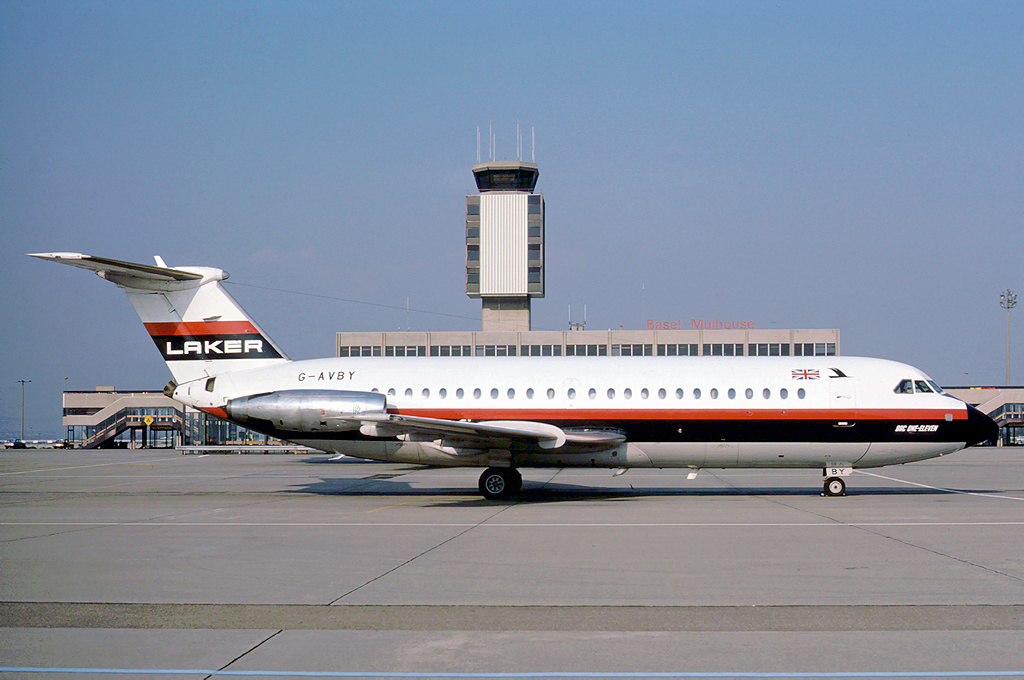
BAC 111 de Laker Airways en 1977

Laker Airways fut la première compagnie aérienne à bas prix, créée en 1966 par Sir Freddie Laker.
Son concept était « no frills » (sans fioritures) et marqua le début des compagnies à bas prix (« low-cost »).
En 1977, la société lance Skytrain, un service de vols à bas prix vers les États-Unis. Le principe : le billet était vendu directement à l'aéroport avant le départ, pour le prix de 32,50 £ alors que le prix le plus bas trouvé chez les autres compagnies aériennes était de 94,20 £. Le repas était proposé en supplément et facturé en vol. Rapidement la compagnie, prit avec vingt avions, 20 % de parts de marché, devenant la cinquième sur l'Atlantique-Nord — l'année de son apogée elle transporta plus de trois millions de passagers.
Ce concept novateur étant devenu un succès commercial, Sir Freddie Laker envisagea de créer un véritable réseau européen et commanda même dix Airbus A300. Mais, la contre-attaque de British Airways, l'obligea à renoncer à son projet et finalement, Laker Airways fut déclaré en faillite le 6 février 1982. 
Au cours des procès que Sir Freddie Laker intenta, il révéla que douze transporteurs aériens lui offraient 50 millions de dollars pour qu'il abandonne les poursuites judiciaires contre eux.